# Jordania na Letnich Igrzyskach Paraolimpijskich 2008
Jordanię na Letnich Igrzyskach paraolimpijskich w Pekinie reprezentowało 6 zawodników.

## Medale

### Srebro
- Jamil Elshebli - lekkotletyka, pchnięcie kulą - F57/58
- Omar Qarada - podnoszenie ciężarów, kategoria poniżej 48 kg

### Brąz
- Drużyna tenisistek stołowych - klasa 4-5
- Mu'taz Aljuneidi - podnoszenie ciężarów, kategoria poniżej 75 kg